# Jean Cassou
Jean Cassou (fr: ʒɑ̃ kasu, ur. 9 lipca 1897 w Deusto, zm. 15 stycznia 1986 w Paryżu) – francuski krytyk i pisarz,  dyrektor Muzeum Sztuki Nowoczesnej w Paryżu w latach 1947–1965.
Jego ojciec był Francuzem, matka Hiszpanką. Po przedwczesnej śmierci ojca Jean Cassou wraz z matką przeprowadzili się do Paryża. W 1925 roku założył klub przyjaciół Hoffmanna, popularyzujący romantyzm niemiecki we Francji. Podczas II wojny światowej należał do francuskiego ruchu oporu. 13 grudnia 1941 roku został aresztowany przez rząd Vichy, a następnie osadzony w Tuluzie. Przyczynił się do ponownego otwarcia Muzeum Sztuki Nowoczesnej w Paryżu w 1947 roku, jednocześnie obejmując w nim stanowisko dyrektora, które pełnił do 1965 roku.
Jest autorem powieści Paryż we krwi (1935, wydanie polskie 1948), Le bel automne (1950), cyklu sonetów Trente-trois sonnets composés au secret (1944, pod pseudonimem Jean Noir), szkicu krytycznych o poezji (Pour la poésie 1935), literaturze hiszpańskiej (Cervantes 1936) i sztuce (El Greco 1931, Chagall 1966). W 1979 roku wydał Encyklopedię symbolizmu (wydanie polskie 1992). W 1981 roku wydał tom wspomnień Une vie pour la liberté. Pisał również bajki oraz tłumaczył z języka hiszpańskiego.
Był związany z francuskimi komunistami. Opowiadał się za przyznaniem niepodległości Algierii, popierał protesty studenckie z 1968 roku.